# یوزف روژیچکا
یوزف روژیچکا (چکی: Josef Růžička; ۱۷ مارس ۱۹۲۵ – ۱۱ آوریل ۱۹۸۶) کشتی‌گیر اهل چکسلواکی بود.